# 香取良彦
香取 良彦（かとり よしひこ）は、日本の作曲家、編曲家、ヴィブラフォン、マリンバ、キーボード（ピアノ）奏者。洗足学園音楽大学教授。

## バイオグラフィ

### 概要
弦楽カルテットからビッグバンド、フルオーケストラ、ヴォーカル、邦楽まで、いずれのフォーマットにおいてもその音楽づくりは創造的である。ジャズの革新的なビッグバンド・アルバムRiverside Music Garden／香取良彦JAZZ ORCHESTRA (1994) は今なお評価されており、Piezas 1／Orqesta de 4 Piezas (2001) では、ジャズにおけるエスニック・グルーヴの到来を予見した。Vibraphone奏者としての基本姿勢を示すドラムレス・トリオ「KATORIO」のほか、スタジオワークを多数こなし、2015年にはBlue Note Jazz Festival in JapanでPat Metheny (gt) と共演。
20年以上にわたりジャズを中心とした音楽教育にもたずさわり、クリニシャンの一面も持つ。複数の音楽大学で教鞭を執る一方、TV番組『山下洋輔のジャズの掟』にも出演した。

### 経歴
5歳で音楽教室でオルガンを始め、6歳で電子オルガンのレッスンを受け始める（〜17歳）。7歳で高橋正夫にソルフェージュを習う（〜15歳）。
千葉県立千葉東高等学校在学中、マンドリン学部で編曲を開始。ギター、コントラバス、パーカッション、ドラム、指揮を経験。フォーク／ロック／プログレ／クロスオーバー（フュージョン）のバンドで演奏を行う。
早稲田大学在学中ハイソサエティ・オーケストラ（ジャズ・ビッグバンド）に所属、ビッグバンドの編曲を始める。ヴィブラフォンの演奏を始め、浜田均に師事（〜26歳）。ハイソサェティ・オーケストラではピアノ／ヴィブラフォンを演奏。
早稲田大学理工学部電気工学科卒業（工学士 1984年）、アレンジを北川祐に師事（〜26歳）。
バークリー音楽大学に入学、Gary Burton (vib)に師事。バークリー音楽大学デューク・エリントン奨学金を受賞、作曲科首席卒業（B.A. in Music 1988）。

## キャリア

### メディア出演
- TV「タモリの音楽は世界だ」(テレビ東京) 1992年
- TV「クリスマスポップス＆ロック」1993年（NHK・TOKYO'S COOLEST COMBO）1993年
- TV「山下洋輔のジャズの掟」(NHK教育・全9回、カトリヤン教授役) 1998年
- Radio「Session 505」(NHK FM・香取良彦Jazz Orchestra) 2002年
- Radio「Session 505」(NHK FM・Orquesta de 4 Piezas) 2003年
- TV「僕らの音楽」(フジテレビ・#120 with aiko) 2006年
- TV「僕らの音楽」(フジテレビ・#230 with COBA) 2008年
- Radio「ジャズ・トゥナイト」(NHK FM・パーソナリティ代役5回) 2013年
- TV「ムジカ・ピッコリーノ（第6話）」(NHK Eテレ）2014年
- TV「スッキリ」(NTV 八代亜紀サポート・ピアノ) 2017年

ほか

### 主なライヴ演奏活動
- 香取良彦TRIO [KATORIO](1990年～全国各地)
- 香取良彦JAZZ ORCHESTRA (6thヤマハ・ジャズ・フェスat Act City 1997年、2014年 at静岡音楽館AOI、1989年～ 新宿ザ・カーニバル、東京TUCほか）
- John 海山 Neptune（尺八）"竹竹" (1997年～2009年)
- Mal Waldron trio（1998年）
- 八代亜紀ジャズ・ライヴ・イヴェント(2014年～2017年)
- Blue Note Jazz Festival in Tokyo (2015年 Pat Methenyらと共演)
- 狭間美帆m-unitライヴ(2014年～)

ほか多数

### 執筆活動（雑誌など）
- 「21世紀の音楽入門6 和声──音色を彩るもの」寄稿「ハーモニー──ジャズがもたらしたもの」2005年
- 「キーボード・マガジン」（リットー・ミュージック）連載(月刊)「使える音楽理論」(2006年〜2008年)
- 「キーボード・マガジン」寄稿（音楽・奏法解説、CD評、インタビューほか・2006年〜2012年）
- 「高校生の音楽1」（教育芸術社） 編集協力2007年
- 「月刊エレクトーン」（ヤマハミュージックメディア）連載「カトリヤン教授の『ジャズのしくみ』12回 2014年〜2015年

### 教育活動

#### 洗足学園音楽大学
- 教育・コース運営 
  - 1995年 山下洋輔(p)とともにジャズコース開設準備に携わり、カリキュラム設定実務を担う
  - 1996年 非常勤講師、業務委託によるコース運営（〜2006年）
  - 2006年 准教授（ジャズコース運営委員、〜2009年）
  - 2010年 教授（〜現在）、ジャズコース統括責任者※（〜2016年）、カリキュラム委員長（〜2014年）

※最大50名のコース教員の統括と運営を行う
- ワークショップの企画・アテンド
エリック・マリエンサル(sax), スタンリー・クラーク(b), パット・マルティーノ(g), ピーター・アースキン(dr), パブロ・シーグレル(p), ゲイリー・バートン(vib), スティーブ・ウィルソン(sax), カウント・ベイシー楽団, パット・メセニー(g)バンドほか
- Get Jazz Orchestra（2011年〜2016年）指導
  - 山野ビッグバンドジャズコンテスト最高2位（優秀賞）
  - Downbeat magazine Student Music Awards
  - Large Ensemble部門2位（Outstanding Performance賞）4回／6回参加
  - フル・アルバムの制作（3枚）
  - 国内演奏ツアー6回
- 邦楽研究所ジャズ講座（2011年、2012年、2015年、2016年、2018年）
- 大学院講座「ジャズ指導法」6コマ（2019年）
- 米国研修旅行引率
  - ニューヨーク2回、ニューオーリーンズ1回、マイアミ1回
- 担当授業
  - ジャズ・ポピュラー音楽の分析法と即興演奏
  - アレンジングII (5 voices, chord scale voicing)
  - ジャズ・ハーモニーI (Diatonic harmony, Modal Interchange…)
  - ジャズ・ハーモニーII (Chord scales, 7th chord function…)
  - ハイブリッド・コード／ハーモニー
  - アドバンスト・モーダル・ハーモニー
  - スタイル・スタディA・B (スタイルによる具体的アレンジ)
  - スタジオ・アレンジング
  - チック・コリアとハービー・ハンコックの研究
  - アンサンブル（ECM Ens, 4 voices Ens, 4 trombone Ens, 5 sax Ens, エスニック・グルーブ Ens）
- 卒業研究
  - レッスン (Vibraphone、Marimba、Piano、作編曲、アドリブ）

#### 東京藝術大学
非常勤講師（2003年〜現在）
- ジャズ・ポピュラー音楽理論（しくみ的解説）
- ジャズ・ポピュラー音楽演習（実演による学習）
- プロジェクト1ゼミ〜音楽音響創造特殊研究(3)楽器学（大学院）
- ジャズポピュラー音楽II（ジャズの歴史・2017年〜）

#### 武蔵野音楽大学
非常勤講師
- ポピュラー音楽概論（2007年〜2009年）

#### 国立音楽大学
非常勤講師（2006年〜2008年）
- レッスン (Vibraphone)

#### クリニック
- 演奏指導・航空自衛隊中央音楽隊（2002年〜2009年・年2日程度）
- 演奏指導・航空自衛隊浜松（2007年）
- 立川市民講座（ジャズ鑑賞入門講座・2008年）
- 宮崎公立大学市民講座2016「ジャズとアメリカ文学入門」第3回

## 作品

### 著書
- 「ポピュラー・ミュージックのための和声学」（リットー・ミュージック）1994年
- 上記改訂版「絶対分かる！ポピュラー和声」（リットー・ミュージック）1999年
- 「ツーファイブ・ジャズライン」（翻訳）フレッド・リプシアス著（リットーミュージック）1994年
- 「17のキーワードでよくわかるやさしい音楽理論」（リットー・ミュージック）2005年
- 「山下洋輔のジャズの掟」共著（全音楽譜出版社）2008年
- 「ハーモニー・オブ・ビル・エバンス」（翻訳）ジャック・レイリー著（ヤマハミュージックメディア）2014年

### 作曲
- オーケストラのための"交響詩"（1988年）
- 箏独奏のための幻想曲第一番"Fantasy #1"（1991年）
- ムーブ（TBS系TV）テーマ"MOVE"背景音楽（1992年）
- 東京フレンドパークⅡ （TBS系TV）テーマ"Carnaval（カルナバル）"および背景音楽（1994年）
- フル・オーケストラとビッグバンドのための交響詩”Forest People”（2011年）
- ギターとピアノのための二重奏曲（2014年出版・現代ギター社）

ほか自己ジャズ・オーケストラ等のための作曲多数

### 編曲
- 「Round Midnight」宮間利之＆ニューハードCD"Beat Generation"1994 [Big Band]
- 「Carmen」R&B1994 [Combo w/2 vibes]
- 「Dr. Kanzo」「Kurdish Dance」山下洋輔 CD”Field of Grooves”2001 [Big Band]
- 「パロール」2002, 「戦争は終わった」2005夏木マリCD弦楽 [Horn Arranging]
- 「涙くんさよなら」TOKIO CD”TOK10”2004 [Big Band]
- 「Little Miss Jazz & Jive Goes Around the World」akiko 2005 Big Band]
- 「A White Album」akiko 2007 [Strings & Band]
- "Swing in Strings"山口葵コンサート2016 [Vocal w/Strings & Band]
- シベリウス「フィンランディア」2017 [電子オルガン3台]
- 「花は咲く/」「2声のインヴェンション第4番II/バッハ」「キャラバン/デューク・エリントン」「アイル・ビー・ホーム・フォア・クリスマス」「ア・ホール・ニュー・ワールド」 2017 [Strings w/Band]
- "Swing in Strings Vol.2"山口葵コンサート2018 [Vocal w/Strings & Band]

ほか自己バンド、学生ビッグバンド等のための編曲多数

### 論文
- 香取良彦「音楽の歴史：数の概念と創作のアイデア」『洗足学園音楽大学教職課程年報』第1号、2018年3月、1-16頁、CRID 1050845762577084928、ISSN 2433-9245。

### 主なCD
- 「Rouge Et Noir:cArmen」1994
- 「Now’s the Time Workshop Vol.2」コンピレーション 1991
- 「Riverside Music Garden」香取良彦JAZZ ORCHESTRA 1997 (as leader)
- 「Maturity 1 KLASSICS」Mal Waldron 1998
- 「Quiet Leaves」Quiet Leaves 1999
- 「Bamboo Born」TakeDake ジョン・海山・ネプチューン 2002
- 「Piezas 1」Orquesta de 4 Piezas 2003 (as leader)